# 萧𫱮媄
萧𡣺媄（571年—656年），字善文，中国南北朝西梁皇子萧岑之女。
萧𡣺媄封玉山公主，嫁给了河东柳氏的柳逊，柳逊是柳世隆之玄孙、柳惔之曾孙、柳晖之孙、隋炀帝宠臣柳䛒之子。萧𡣺媄有二子：泽州刺史柳尚德、殿中丞柳尚真。唐高宗永徽七年（656年）正月，萧𡣺媄去世，终年八十六岁。

## 传记资料
- 《大唐故隋屯田侍郎柳府君夫人萧氏墓志》
- 《新唐书·宰相世系表》